# Червеніца
Червеніца (рум. Cervenița) — село у повіті Мехедінць в Румунії. Входить до складу комуни Прунішор.
Село розташоване на відстані 248 км на захід від Бухареста, 24 км на схід від Дробета-Турну-Северина, 75 км на північний захід від Крайови.

## Населення
За даними перепису населення 2002 року у селі проживали 385 осіб, усі — румуни. Усі жителі села рідною мовою назвали румунську.